# Эльконин, Даниил Борисович
Дании́л Бори́сович Элько́нин (16 февраля 1904 или 1 марта 1904, Малая Перещепина, Полтавская губерния — 4 октября 1984, Москва) — советский психолог и педагог, автор оригинального направления в детской и педагогической психологии. Кандидат педагогических наук (1940), доктор психологических наук (1962), член-корреспондент АПН СССР (1968).

## Биография
Родился в селе Малое Перещепино Полтавской губернии в еврейской семье, старший брат Виктора Эльконина (1910—1994).
С 1914 года учился в полтавской гимназии, оставил её в 1920 году в связи с тяжёлым материальным положением семьи. Работал делопроизводителем военно-политических курсов, воспитателем в колонии малолетних правонарушителей. В 1924 году по командировке Наркомпроса УССР поступил на психолого-рефлексологический факультет Ленинградского института социального воспитания (впоследствии объединённого с Ленинградским педагогическим институтом им. А. И. Герцена). В 1927 году окончил педологическое отделение педагогического факультета ЛГПИ. Работал педологом-педагогом детской профамбулатории Октябрьской железной дороги. С 1929 года работал в ЛГПИ, где темой его работы (в сотрудничестве с Л. С. Выготским) были проблемы детской игры. Преподавал на кафедре педологии. После упразднения педологических структур c 1937 года работал учителем начальных классов в одной из ленинградских школ, преподавал в педагогическом институте, создавал школьные учебники по русскому языку для народностей Крайнего Севера. В 1940 году защитил кандидатскую диссертацию, посвящённую развитию речи школьников.
По окончании войны (которую он провёл на фронте, был награждён орденами и медалями) Д. Б. Эльконин, хотя и очень хотел этого, не был демобилизован. Он получил назначение на преподавательскую работу в Московский областной военно-педагогический институт Советской Армии, где не только преподавал психологию, но и разработал основные принципы построения курса советской военной психологии.
В период борьбы с космополитизмом, имело место заседание комиссии, посвящённое «разбору и обсуждению допускаемых подполковником Элькониным ошибок космополитического характера», которое было назначено на 5 марта 1953 года, но в этот день умер Сталин, и оно было отложено, а затем отменено. Подполковник Д. Б. Эльконин был уволен в запас.
В сентябре 1953 года Д. Б. Эльконин стал штатным сотрудником Института психологии АПН РСФСР (ныне Психологический институт РАО), где и проработал до конца жизни. В институте он заведовал несколькими лабораториями, в 1962 году защитил докторскую диссертацию, а в 1968 году был избран членом-корреспондентом АПН СССР. Многие годы он преподавал на факультете психологии МГУ, образованном в 1966 году.
Сын — психолог Борис Эльконин (1950—2023).
Умер в 1984 году. Похоронен на Востряковском кладбище.

## Научная деятельность
Написал под редакцией М. Я. Басова в 1930 году брошюру «Учение об условных рефлексах». В этой работе 26-летний Д. Эльконин подробно объяснил читателю, что такое «условный рефлекс» и вопросы строения нервной системы.
Работы Д. Б. Эльконина стали одним из краеугольных камней теории деятельности.
Свои исследования по детской психологии он проводил совместно с учениками Л. С. Выготского: А. Н. Леонтьевым, А. Р. Лурией, А. В. Запорожцем, Л. И. Божович, П. Я. Гальпериным.
Д. Б. Эльконин опубликовал несколько монографий и научных статей, которые были посвящены обзору проблем теории и истории изучения детства, его периодизации и психодиагностикой.
Занимался такими вопросами, как психологическое развитие детей в разном возрасте, психологией игры и вопросами учебной деятельности школьников, а также проблемой развития речи и обучения чтению у детей.
Основным вкладом Даниила Борисовича в советскую и мировую педагогику была разработка и внедрение новой системы обучения — «развивающее обучение».
Также несколько статей Д. Б. Эльконина были посвящены анализу взглядов Л. С. Выготского. Даниил Борисович в своих работах опирался на идею о культурно-историческом развитии человека, так в восьми теоретических работах Эльконина было подробно раскрыто общее положение Л. С. Выготского.
Данное положение (о том, что детство развивается и имеет конкретно-исторический характер) было также высказано П. П. Блонским и А. Н. Леонтьевым. Это означает, что детство в периоды разных исторических эпох имеет разные закономерности и содержание. Исследователи пришли к выводу, что не существует одинакового детства, детства нет «вообще». Именно поэтому важно понять теорию исторического развития детства, опираясь на историю психологии, этнографию, историю образования и т. д.
Д. Б. Эльконин считал, что все виды деятельности детей общественны по своей природе, содержанию и форме, поэтому ребёнок с первой минуты рождения и с первых ступеней своего развития является общественным существом. Для Даниила Борисовича было неприемлемым положение «ребёнок и общество», он считал правильным положение «ребенка в обществе».
Также Д. Б. Эльконин считал ребёнка активным субъектом в преобразовании и присвоении достижений человеческой культуры, которые всегда носят деятельностный характер. Благодаря процессам преобразования ребёнок воспроизводит и создает в себе человеческие способности.
По данном вопросу А. Н. Леонтьев и Д. Б. Эльконин придерживались одной точки зрения, что ребёнок в процессе преобразования деятельности осуществляет такую практическую или познавательную деятельность, которая адекватна, но не тождественна деятельности, которая воплощена в человеческой деятельности в предыдущем поколении.
Рассматривая проблему соотношения обучения и развития ребёнка, Д. Б. Эльконин писал: «Между обучением и развитием стоит деятельность субъекта и деятельность самого ребёнка». В эмпирической части изучения данной проблемы Эльконин опирался на идеи Л. С. Выготского о том, что обучение предшествует развитию, а также положение «развитие из обучения» является основным фактом педагогической деятельности.
Д. Б. Эльконин на протяжении всей своей научной деятельности изучал вопросы психологического развития ребёнка. Эльконин полагал, что его понимание развития ребёнка позволит преодолеть ту натуралистическую постановку вопроса детской психологии, которая так долго бытовала в данном вопросе.
Даниил Борисович в процессе изучения развития ребёнка, сформулировал следующие принципы:
- условия (развития) — рост и созревание организма;
- источники — среда, идеальные формы, то есть чем развитие должно завершиться;
- форма — усвоение;
- движущие силы — противоречие между усвоением предметной и общественной сторонами действия[15].

Работы Д. Б. Эльконина были также посвящены психологии игры и проблемам периодизации игровой деятельности. В своих работах он описал структуру и выделил основные элементы игровой деятельности:
1. сюжет (во что играют);
2. содержание (как играют);
3. роль;
4. воображаемая ситуация;
5. правила;
6. игровые действия и операции;
7. игровые отношения.

Большое значение имела разработанная Элькониным периодизация, в которой он выделил две стороны в деятельности — познавательную и мотивационную. Эти стороны существуют в каждой ведущей деятельности, но развиваются неравномерно, чередуясь по темпу развития в каждом возрастном периоде.

## Основные публикации
- Учение об условных рефлексах. М., Л., 1930.
- Букварь: Учебник русского языка для мансийской начальной школы. Л., 1938.
- Устная и письменная речь школьников (рукопись), 1940 (опубликовано позднее — см. 1998).
- Развитие конструктивной деятельности дошкольников (рукопись), 1946.
- Психологические вопросы дошкольной игры // Вопросы психологии ребёнка дошкольного возраста. М., 1948.
- Мышление младшего школьника // Очерки психологии детей. М., 1951.
- Психологические вопросы огневой подготовки. М., 1951.
- Психическое развитие ребёнка от рождения до поступления в школу // Психология. М., 1956.
- Творческие ролевые игры детей дошкольного возраста. М., 1957.
- Развитие речи в дошкольном возрасте. М., 1958.
- Детская психология. М., 1960. — 384 с.
- Вопросы психологии учебной деятельности младших школьников / под ред. Д. Б. Эльконина, В. В. Давыдова. М., 1962.
- Психология детей дошкольного возраста / под ред. А. В. Запорожца, Д. Б. Эльконина. М., 1964.
- Психология личности и деятельности дошкольника / под ред. А. В. Запорожца, Д. Б. Эльконина. М., 1965.
- Возрастные особенности младших подростков / под ред. Д. Б. Эльконина. М., 1967.
- Психология обучения младшего школьника. М., 1974.
- Как учить детей читать. М., 1976.
- Д. Б.Эльконин. Психология игры. — Педагогика, 1978. — 304 с. — 30 000 экз.
- Д. Б. Эльконин. Развитие устной и письменной речи. М.: Интор, 1998. — 112 с. http://author-club.org/shop/products/27/ Архивная копия от 16 февраля 2017 на Wayback Machine

## Память
Элько́нинские чте́ния — конференция, которая проходит каждые два года в Психологическом институте Российской академии образования. Чтения, посвященные памяти Даниила Борисовича Эльконина, были впервые проведены в 1996 году по инициативе В. В. Давыдова и Б. Д. Эльконина.

## Награды
Ордена: Отечественной войны II степени, Красной Звезды.
Медали: «За боевые заслуги», «За оборону Ленинграда».
Премия Президента Российской Федерации в области образования.